# 御雇外國人
御雇外國人，或稱外籍講師，是指日本在幕末至明治時代時為了趕上西方國家腳步，而大量公聘的外國籍顧問，其受雇後協助日本發展經濟、工業、制度等學問（殖產興業）。明治維新的成功，御雇外國人功不可沒，這樣的合作一直持續到20世紀，不少外籍顧問也到日本殖民地指導，如朝鮮、台灣等地的現代化工程。

## 背景
自從日本戰國時代結束，德川家康掌控全日本，日本進入江戶時代，德川家康掌權後為了政權穩定，不希望有反抗勢力繼續跟外國接觸得到新技術能再次威脅德川家康，於是強力實施鎖國禁教政策，德川幕府開始禁止外國人停留在日本。僅德川幕府認可的少數中國人和少數荷蘭人能被允許到唯一的對外港口長崎貿易。但到江戶幕府末年發生黑船來航、薩英戰爭、下關戰爭這些重大事件之後，日本人才真正意識到西方文明的強盛，啟蒙日本有志人士並真正放棄攘夷，日本開始全面學習歐美，並雇用外籍顧問。同時期清朝也開始自強運動。

## 僱用概覽

### 出身背景
1868年至1889年期間，日本政府機關和私人機關雇用的外國人總計2,299人（包含家族、個人和大使館人員），其中英國928人、美國374人、法國259人、中國253人、德國175人、荷蘭人87人。依業別而論，陸軍原本是法國人居多，但普法戰爭後，隨著普魯士（德國）戰勝而使日本大量改僱德國人；海軍雇用英國人居多；為了開發北海道，雇用不少美國人；而在土木建設方面，則雇用荷蘭人。
據計1872年受地方政府僱用的160名外國人中有42位華人，多為烘茶技術顧問。與其他受僱外籍人士不同，受僱華人限於支援技術事務，較少涉足重大決策層面。

## 待遇

### 報酬
據估計明治時期政府支出有高達5%是用於僱用外籍人士的薪資等，其中工部省各局於1874年支付予外國專家的薪資，據計是佔全年經費的33.7%。1877年日本創設第一所新式大學東京大學時，全校4個學部(理、法、文、醫)教授共有39人，其中27人為外籍，薪金佔東大預算的1/3，而本國人只有12人。 

### 居留
當時日本政府用高薪雇用外國人士，讓部分外國人不想回國甚至與日本人結婚而永久停留在日本。這些永久居住在日本的外國人著名的有小泉八雲、喬賽亞·康德、艾德溫·敦。

### 安葬
由於有御雇外國人開始永久居留在日本，著名的有愛爾蘭裔小說家小泉八雲安葬在東京都杂司谷灵园，其墓地成為日本著名的觀光景點。東京都的青山靈園等多個墓園就是這些御雇外國人在異鄉永眠之處，但這些御雇外國人生前大多沒有入籍日本的紀錄，所以國籍不明，加上墓園長期未付管理費，墓園曾經有拆遷危機。幸好現代日本政府開始重視這些御雇外國人墓地做為文化遺產，讀賣新聞曾經報導東京都主動協助付清墓園管理費來保留這些文化遺產。

## 受聘領域
受僱中央和地方政府的外籍人士，涉足領域包括有採礦、航海、鑄幣、醫學、運輸、銀行業、法律、政治學、農業、教育、軍事指導等方面。

### 學術・教育
- 小泉八雲：語言學，《怪談》作者（英）
- 愛德華·S·摩斯（英语：Edward S.Morse）：生物學，發現大森貝塚（美）
- 威廉·史密斯·克拉克：札幌農學校（現北海道大学）初代副校長（美）
- 巴西爾·霍爾·張伯倫（英语：Basil Hall Chamberlain）：語言學教育 把《古事記》翻譯成英語（英）
- 拉斐爾·馮·庫伯（英语：Raphael von Koeber）：哲學（俄）
- 維克托·霍爾茲（英语：Viktor Holtz）：多數科目的教育 （德）
- 艾米爾·豪斯克聶希特（日语：エミール・ハウスクネヒト）：教育學 （德）
- 路德維格·里斯：歷史學（德）
- 艾莉絲·馬貝爾·貝肯（英语：Alice Mabel Bacon）- 女性教育 （美）
- 喬治·亞當斯·李蘭：體育教授（美）
- 亨利·戴爾：工部大学校（現東京大學工学部）（英）
- 佐麻須：日本研究學者（英）

### 外交
- 亨利·維拉德·丹尼森（英语：Henry Willard Denison）：日本外務省顧問。曾經交涉馬關條約・朴次茅斯和約（美）

### 醫學
- 埃爾溫·貝爾茲：醫學 （德）
- 提奧多·霍夫曼（德语：Theodor Hoffmann (Sanitätsoffizier)）：軍醫 （德）
- 李奧波德·穆勒（德语：Benjamin Karl Leopold Müller）：軍醫 （德）

### 法律
- 奎多·沃貝克（英语：Guido Verbeck）：法律、翻譯舊約聖經（荷）
- 古斯塔夫·布瓦索納德（英语：Gustave Boissonade）：民法、「日本近代法之父」[3]（法）
- 阿爾伯特·莫塞（英语：Albert Mosse）（德）
- 歐特馬·馮·莫赫爾（英语：Ottmar von Mohl）：（德）
- 赫爾曼·羅斯勒（英语：Hermann Roesler） ：法律學者 （德）
- 喬治·米夏埃利斯：法學教授（德）

### 建築・土木・交通
- 赫爾曼·恩德（德语：Hermann Ende）：建築 （德）
- 威廉·伯克曼（德语：Wilhelm Böckmann）：建築 （德）
- 奈格：土木（荷）
- 安東尼·羅文霍斯特·默爾德（荷兰语：Anthonie Rouwenhorst Mulder）-利根運河、興建宇品港（廣島港）：(荷)
- 喬治·阿諾·艾雪（英语：George Arnold Escher）：土木（荷）　版画家毛瑞特斯·柯奈利斯·艾雪的父親
- 康納利斯·約翰尼斯·范·多恩（英语：Cornelis Johannes Van Doorn）：設計興建安積疏水　（荷）
- 湯馬士·華達士：規劃銀座磚瓦街（英）
- 喬賽亞·康德：鹿鳴館設計者（英）
- 艾德蒙·莫瑞爾（英语：Edmund Morel (railway engineer)）：新橋～橫濱間的鐵道建設（英）
- 理查·維卡斯·波義耳（日语：リチャード・ヴァイカーズ・ボイル）：京都～神戸間的鐵道建設、艾德蒙·莫瑞爾的繼任者（英）
- 理查·法蘭西斯·特里維西克（德语：Richard Francis Trevithick）：官設鐵道神戶工廠火車監察，製作日本第一部蒸氣火車。蒸氣火車之父、理查·特里維西克的孫子。（英）
- 理查·亨利·特里維西克（日语：フランシス・ヘンリー・トレビシック）：傳授鐵道技術，官設鐵道新橋工廠火車監督。理查·法蘭西斯的弟弟（英）
- 赫爾曼·魯姆舍特爾：九州、東京、四國等地的鐵道建設（德）
- 列翁斯·弗尼（英语：Léonce Verny）：横須賀造兵廠、長崎造船所（法）
- 班傑明·史密斯·萊曼（英语：Benjamin Smith Lyman）：調查夕張炭礦和北海道的地質 （美）
- 理查·亨利·布倫登（英语：Richard Henry Brunton）：建設各地燈塔，重新設計橫濱街道（英）
- 艾德蒙·奧古斯都·巴斯提恩（日语：エドモン・オーギュスト・バスチャン）：設計橫須賀製鐵所、富岡製絲場等（法）
- 理查·布里珍斯（日语：リチャード・ブリジェンス）：新橋停車場、築地旅館

### 各種產業技術
- 艾德溫·敦（英语：Edwin Dun）：北海道的農業指導（美）
- 威廉·P·布魯克斯（英语：William P. Brooks）：北海道的農業指導
- 路易斯·波默（英语：Louis Boehmer）：北海道的農業指導
- 霍瑞斯·凱普隆（英语：Horace Capron）：北海道的農業、道路指導（美）
- 奧斯卡·凱爾納（英语：Oskar Kellner）：農業化學（德）
- 奧斯卡·里歐（英语：Oscar Loew）：農業化學
- 威廉·愛德華·艾爾頓（英语：William Edward Ayrton）：物理學（英）
- 庫爾特·聶托（英语：Curt Netto）：採礦業的技術指導（德）
- 尚·弗蘭西斯科·柯伊聶特（英语：Jean Francisque Coignet）：採礦技術、生野銀山帝国主任礦山技師、負責調查日本各地礦山（法）
- 威廉·戈蘭德（英语：William Gowland）：造幣局（大阪）指導化學冶金、研究考古（英）
- 保羅·布魯納特（荷兰语：Paul Brunat）：富岡製絲場的負責人、引進近代建築技術（法）
- 詹姆斯·阿尔弗雷德·尤因，机械工程学（英）

### 藝術・美術
- 恩尼斯特·費諾羅薩（英语：Ernest Fenollosa）：對日本美術、哲學進行評價（美）
- 耶多阿多·奇歐索聶（英语：Edoardo Chiossone）：製造紙幣，郵票、並畫下明治天皇・西鄉隆盛兩幅圖像（義）
- 安東尼歐·馮塔聶西（英语：Antonio Fontanesi）：繪畫、工部美術学校（義）
- 路德·惠亭·梅森（英语：Luther Whiting Mason）：引進西洋音樂
- 法蘭茲·耶克特（英语：Franz Eckert）：日本國歌「君之代」的編曲（另外也有人說他填寫歌詞）{德}
- 哥特弗里德·瓦根納（日语：Gottfried Wagener）：傳授瓷器製造技術（德）

### 軍事
- 賈可布·梅克爾（英语：Jacob Meckel）顾问团：日本陸軍大學教官 （德）(1885–90)
- 提奧多·艾德勒·馮·勒奇（德语：Theodor Edler von Lerch）：日本陸軍大學教官 （德）
- 阿奇巴德·魯休斯·道格拉斯（英语：Archibald Lucius Douglas）：海軍兵学校教官 （英；加拿大）
- 法国赴日本军事顾问团(1867–68)，  (1872–80)，(1884–89)，(1918–19)
  - 儒勒·布呂奈：日本陸軍 （法）
- 傑勒米亞·理查·瓦森（英语：Jeremiah Richard Wasson）：日本陸軍大學教官（美）
- 白劳易：日本海軍省顧問、艦艇設計專家（法）

## 相關連結

### 人物
- 福澤諭吉
- 明治天皇
- 大久保利通
- 馬休·佩里

### 戰爭
- 薩英戰爭
- 下關戰爭

### 改革
- 明治維新
- 自強運動
- 百日維新

## 外部連結
- - 東京大學圖書館 （日語）